# いかすぜOK
「いかすぜOK」（いかすぜオーケー）は、日本のバンドTHE HIGH-LOWSの18枚目のシングルである。2002年2月20日発売。発売元はユニバーサルミュージック。

## 概要
- PV監督は大和田浩樹。

## 収録曲
1. いかすぜOK(11:26)
作詞・作曲：真島昌利
2. 迷路(Nancy Mix)(4:12)
作詞・作曲：甲本ヒロト
アルバムからのリカット
3. いかすぜOK (カラオケ)(4:42)

## 収録アルバム

### いかすぜOK
いずれも(Radio edit)バージョン
- ベスト『flip flop2』（2003年11月12日）
- ベスト『FLASH 〜BEST〜』（2003年11月12日）
- オムニバス『SUMMER SUNSHINE』（2010年6月30日）

### 迷路
- オリジナル『HOTEL TIKI-POTO』（2001年9月5日）
- ベスト『flip flop2』（2003年11月12日）
※Nancy Mix

## タイアップ
- いかすぜOK：日本コカ・コーラ「アクエリアス」CMソング
- 迷路：「洋服の青山」CMソング、「J-PHONE」CMソング